# Благотворително дружество „Въмбел“
Благотворителното дружество „Въмбел“ е неполитическа организация на македонски българи, бежанци от костурското село Въмбел в Торонто, Канада.
Създадено е през 1940 година, но с разрушаването на селото и липсата на емиграция става пасивно и през 80-те години на XX век преустановява дейност.